# Trzciel-Odbudowa
Trzciel-Odbudowa – wieś w Polsce, położona w województwie wielkopolskim, w powiecie nowotomyskim, w gminie Miedzichowo.
Rozproszona wieś pod Trzcielem, położona 3,5 km na południowy zachód od Miedzichowa. 
W latach 1975–1998 miejscowość administracyjnie należała do województwa gorzowskiego.